# Episodi di Prima o poi divorzio! (sesta stagione)
La sesta e ultima stagione della serie televisiva Prima o poi divorzio!, composta da 15 episodi, è andata in onda negli Stati Uniti d'America dal 14 settembre 2005 al 15 febbraio 2006 sul canale CBS.
In Italia, i primi 6 episodi sono andati in onda dal 5 agosto al 19 agosto 2007 ogni domenica alle 19.25 con doppio episodio su Italia 1, dopodiché la serie è stata interrotta. Gli ultimi 9 episodi sono andati in onda dal 5 gennaio al 10 gennaio 2009 alle 6.00 di mattina dei giorni feriali sempre su Italia 1.
| nº | Titolo originale            | Titolo italiano                   | Prima TV USA      | Prima TV Italia |
| -- | --------------------------- | --------------------------------- | ----------------- | --------------- |
| 1  | The Radford Reshuffle       | Cambio al vertice                 | 14 settembre 2005 | 5 agosto 2007   |
| 2  | Greg's a Mooch              | Un cognato di troppo              | 21 settembre 2005 | 5 agosto 2007   |
| 3  | Dominic's First Date        | Il primo appuntamento             | 28 settembre 2005 | 12 agosto 2007  |
| 4  | On Your Marks, Get Set, Mow | Il gran premio dei tosaerba       | 5 ottobre 2005    | 12 agosto 2007  |
| 5  | Barbecue                    | Barbecue                          | 12 ottobre 2005   | 19 agosto 2007  |
| 6  | Jimmy from the Block        | Feste pericolose                  | 19 ottobre 2005   | 19 agosto 2007  |
| 7  | Baby, Baby Not              | Resistere alle tentazioni         | 2 novembre 2005   | 5 gennaio 2009  |
| 8  | Jimmy the Teacher           | Jimmy il maestro                  | 9 novembre 2005   | 5 gennaio 2009  |
| 9  | Marital Aid                 | Aiuto coniugale                   | 23 novembre 2005  | 6 gennaio 2009  |
| 10 | Jimmy Sponsors a Vacation   | La vacanza                        | 14 dicembre 2005  | 6 gennaio 2009  |
| 11 | Christine The Spy           | Missione segreta                  | 11 gennaio 2006   | 7 gennaio 2009  |
| 12 | Quitters Never Dance        | Dove osano i perdenti             | 18 gennaio 2006   | 8 gennaio 2009  |
| 13 | The Guinness World Record   | Un record da Guinness dei Primati | 25 gennaio 2006   | 9 gennaio 2009  |
| 14 | The Limo                    | La limousine                      | 1º febbraio 2006  | 10 gennaio 2009 |
| 15 | Should I Bring a Jacket?    | Manipolazioni familiari           | 15 febbraio 2006  | 10 gennaio 2009 |